# Ołeksandr Worobjow
Ołeksandr Worobjow (ukr. Олекса́ндр Сергі́йович Воробйов;  ur. 5 października 1984 w Dnieprodzierżyńsku) – ukraiński gimnastyk, brązowy medalista olimpijski, brązowy medalista mistrzostw świata, mistrz Europy.
Specjalizuje się w ćwiczeniach na kółkach.

## Osiągnięcia
| Rok  | Zawody               | Miasto    | Miejsce | Konkurencja          | Punktacja |
| ---- | -------------------- | --------- | ------- | -------------------- | --------- |
| 2007 | Mistrzostwa Europy   | Amsterdam | 1       | Ćwiczenia na kółkach | 16.325    |
| 2008 | Igrzyska olimpijskie | Pekin     | 3       | Ćwiczenia na kółkach | 16.325    |
| 2009 | Mistrzostwa Europy   | Mediolan  | 2       | Ćwiczenia na kółkach | 15.600    |
| 2009 | Mistrzostwa świata   | Londyn    | 3       | Ćwiczenia na kółkach | 15.550    |